# 미하엘 타르나트
미하엘 타르나트(Michael Tarnat, 1969년 10월 27일 ~ )은 독일의 은퇴한 축구 선수이다. 그는 주로 왼발을 쓰는 레프트백으로 활약하였으나, 수비형 미드필더로도 기용가능하다. 그의 별명은 "타네"(Tanne)로 전나무를 뜻한다. 그는 2009년에 하노버 96에서 은퇴하였다. 그는 이전에 MSV 뒤스부르크, 카를스루에 SC, FC 바이에른 뮌헨, 그리고 맨체스터 시티 FC를 거쳤었다. 그는 독일 축구 국가대표팀 일원으로도 활약하였으며, 국가대항전에 19경기 출장하였고, 1998년 FIFA 월드컵 엔트리에도 이름을 올렸다. 그는 강력한 프리킥을 차며, 왼발로는 골대로부터 멀리 떨어져서 강력한 필드골도 득점할 수도 있었다.

## 클럽 경력

### 초기 경력
1991년에 MSV 뒤스부르크 소속으로 프로데뷔를 하기 전, 타르나트는 지역 클럽인 SV 힐덴-노르트 소속이었다. 1991년 8월 2일, 그는 VfB 슈투트가르트와의 홈경기에서 분데스리가 데뷔전을 치렀고, 이후 그는 뒤스부르크 소속으로 2년간 58경기에 출장하였으며, 1993년 8월 27일에는 VfB 라이프치히를 상대로도 득점하였다. 1994년 여름, 그는 카를스루에 SC로 이적하여 토마스 헤슬러와 토르스텐 핑크와 더불어 팀의 슈퍼스타가 되었다. 그의 돋보이는 특징은 강력한 왼발슈팅으로, 타르나트는 분데스리가에서 가장 뛰어난 프리키커 중 하나에 이름을 올리게 되었다. 그는 카를스루에에 세 시즌 머물렀고, 그동안 리그에서 81경기에 출장하여 7골을 득점하였다. 1996년, 그는 독일 축구 국가대표팀에 처음으로 차출되었고, 1996년 10월 9일 아르메니아와의 1998년 FIFA 월드컵 예선전에서 첫 출전을 하였다.

### FC 바이에른 뮌헨
1997년 그는 팀동료 토르스텐 핑크와 함께 FC 바이에른 뮌헨으로 이적하였다. 그는 뮌헨의 레프트백으로 우수한 활약을 펼쳤고, 선배 레프트백인 빅상트 리자라쥐를 거의 한 시즌 동안 벤치로 내려놓았다. 이어지는 시기에 오트마어 히츠펠트는 리자라쥐와 타르나트에 로테이션을 시행하였고, 바이에른은 유럽 최고의 레프트백을 자랑하게 되었다. 타르나트의 바이에른에서의 성과는 매우 성공적이었다. 그는 1999년, 2000년, 2001년과 2003년에 분데스리가 우승을 거두었고, 1998년, 2000년과 2003년에는 DFB-포칼 우승을 거두었으며, 2001년에는 UEFA 챔피언스리그 우승도 거두었다. 타르나트는 맨체스터 유나이티드 FC에 인저리타임 2골 실점으로 석패한 누캄프의 비극이라 불리는 챔피언스리그 결승전에도 출전하였다.
1999-2000 시즌의 아인트라흐트 프랑크푸르트 원정 경기에서, 타르나트는 후반 막판의 30분간 골키퍼로 활약하였다. 이 경기에서 올리버 칸은 팀동료 새뮤얼 쿠포르와의 충돌로 부상당하고, 그의 백업이었던 베른트 드레허도 투입된 지 10분도 안되어 부상당하자, 타르나트는 벤치에서 나와 골대를 방어하는 임무를 맡겼다. 놀랍게도 바이에른은 0-1로 끌려가는 상황에서, 타르나트가 투입된지 2분만에 동점골이 나오고, 결국 쿠포르의 80분 결승골로 2-1의 인상깊은 승리를 장식하였다.

### 맨체스터 시티 FC와 하노버 96
그러나 그의 말년은 부상으로 성공적이지 못하였고, 그의 국가대표팀 활약은 소속팀 바이에른에서 벤치로 밀림에 따라 19경기 출장으로 끝났다. 그는 바이에른 소속으로 6년간 활약하는 동안 122번의 리그 경기에 출장하여 8득점을 기록하였다. 2003년 그는 프리미어리그의 맨체스터 시티 FC로 이적하여 32번의 리그 경기에 출장하여, 3번 골네트를 갈랐다. 그는 한 시즌 만에 독일무대로 복귀하였고, 하노버 96과 계약하여, 그곳에서 은퇴할 때까지 활약하였다. 그는 고령에도 불구하고, 하노버에서 주전 풀백자리를 확보하였다. 2009년 5월 17일, 그는 현역 은퇴를 선언하였다. 그의 하노버 소속으로 치른 마지막 경기는 2009년 7월 29일 아스널 FC전이었다. 2009년 8월, 타르나트는 FC 바이에른 뮌헨에 복귀하여 스카우트 직을 맡고 있다.

## 국가대표팀 경력
그는 프랑스에서 열린 1998년 FIFA 월드컵 본선에서 독일의 엔트리에 포함되어 있었고, 그는 독일이 참여한 5경기 중 4경기에 출장하였다. 독일은 8강전에서 FIFA 월드컵에 처음 출전한 크로아티아에 충격패를 당해 탈락하였다. 그는 유고슬라비아와의 F조 2차전 경기에서 강력한 프리킥으로 시니샤 미하일로비치의 자책골을 유도하였다.

## 수상
카를스루에 SC
- DFB-포칼 준우승: 1995-96

FC 바이에른 뮌헨
- 분데스리가: 1998-99, 1999-00, 2000-01, 2002–03
- DFB-포칼
  - 우승: 1998, 2000, 2003
  - 준우승: 1999
- DFB-리가포칼: 1997, 1998, 1999, 2000
- UEFA 챔피언스리그
  - 우승: 2000–01
  - 준우승: 1998–99
- 인터콘티넨털컵: 2001
- UEFA 슈퍼컵 준우승: 2001